# Voie balte
La voie balte (en estonien : Balti kett ; en letton : Baltijas ceļš ; en lituanien : Baltijos kelias ; en russe : Балтийский путь, Baltiïskiï pout’) est le nom donné à une chaîne humaine allant de Vilnius à Tallinn, en passant par Riga, soit 687 km en tout, pour demander l'indépendance des pays baltes de l'URSS le 23 août 1989, dans le cadre de la révolution chantante. Plus de deux millions de personnes, soit environ un tiers de la population[De quoi ?], participèrent à cette manifestation qui mena vers un durcissement de l'attitude de Moscou vis-à-vis de ces républiques soviétiques. Le choix de la date est dû à la commémoration du cinquantenaire du pacte germano-soviétique.

## Histoire
Avec l'arrivée de Mikhaïl Gorbatchev (1985) au poste de premier secrétaire du PCUS, commencent la glasnost et la perestroïka. Cette libéralisation entraîne une contestation de la domination soviétique, notamment dans les pays baltes et qui ont subi dans le cadre de l'impérialisme russe une politique agressive de russification et de colonisation de peuplement, de la part du pouvoir central.

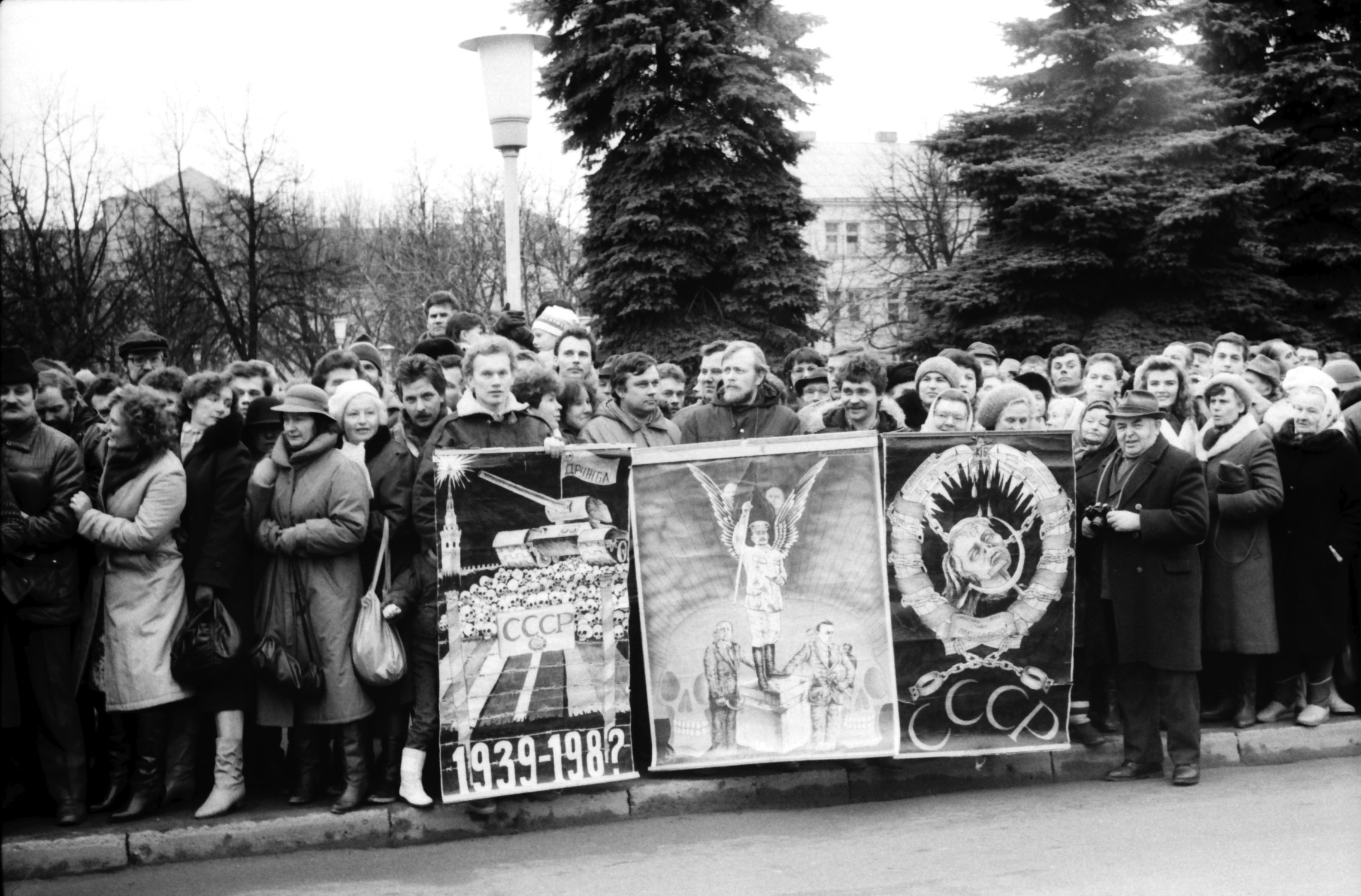
Chaîne humaine à Šiauliai, Lituanie, le 12 janvier 1990.

Le 23 août 1989, dans le cadre de la révolution chantante, près de deux millions d’Estoniens, de Lettons et de Lituaniens se tenant par la main ont formé une chaîne humaine de 600 km de long, traversant les trois pays baltes pour exprimer leur condamnation du passé et leur espoir en l’avenir.
Ce fut leur manière de célébrer le 50e anniversaire du pacte Molotov-Ribbentrop. Signé en 1939 par les ministres des Affaires étrangères de l’Union soviétique et de l’Allemagne nazie, le protocole de cet accord secret définissait la répartition des territoires situés entre les frontières de ces deux pays, dont les trois États baltes.

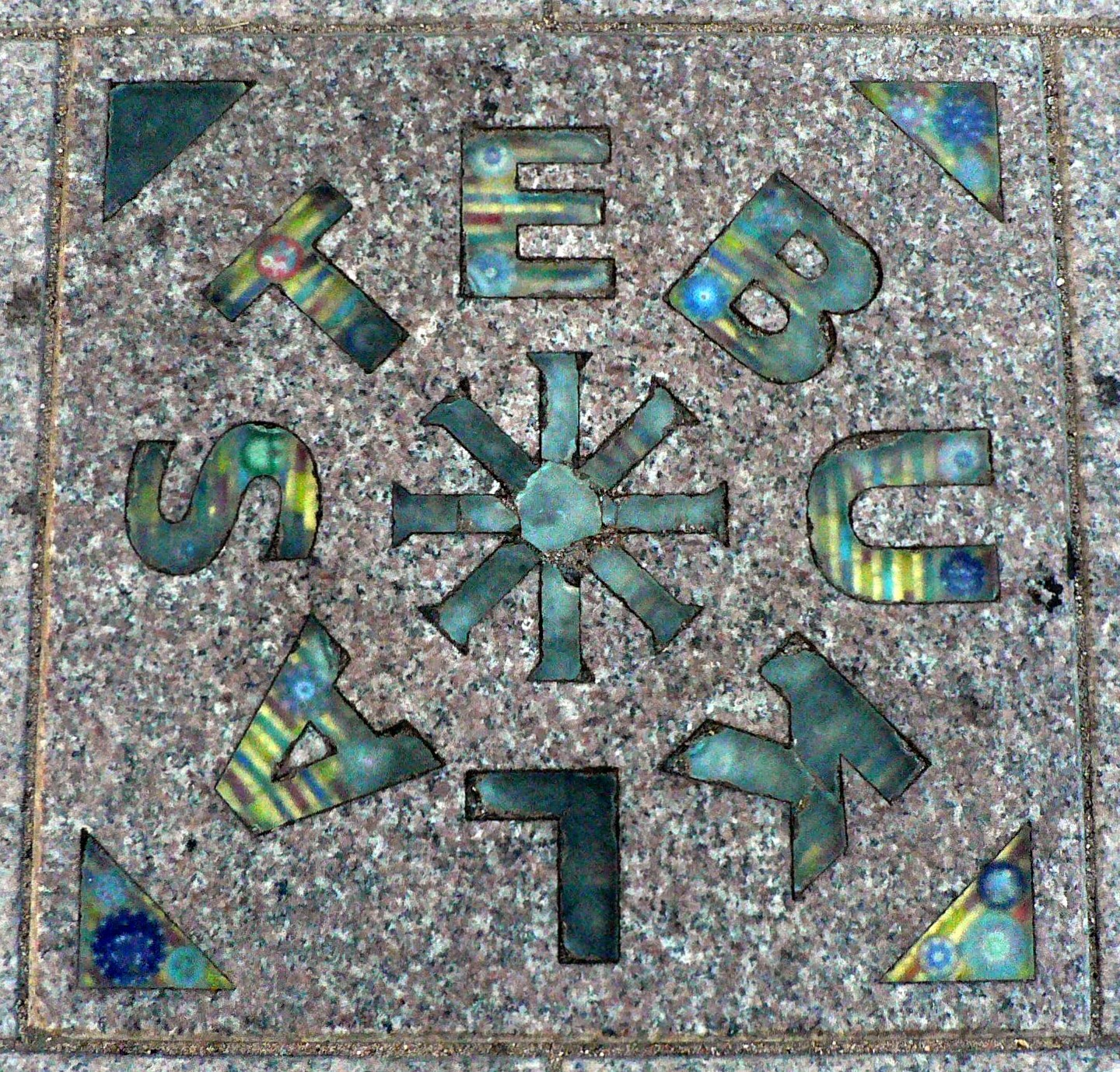
La plaque STEBUKLAS (qui signifie « miracle ») à côté de la cathédrale de Vilnius, à l'endroit où la chaîne humaine aurait débuté.

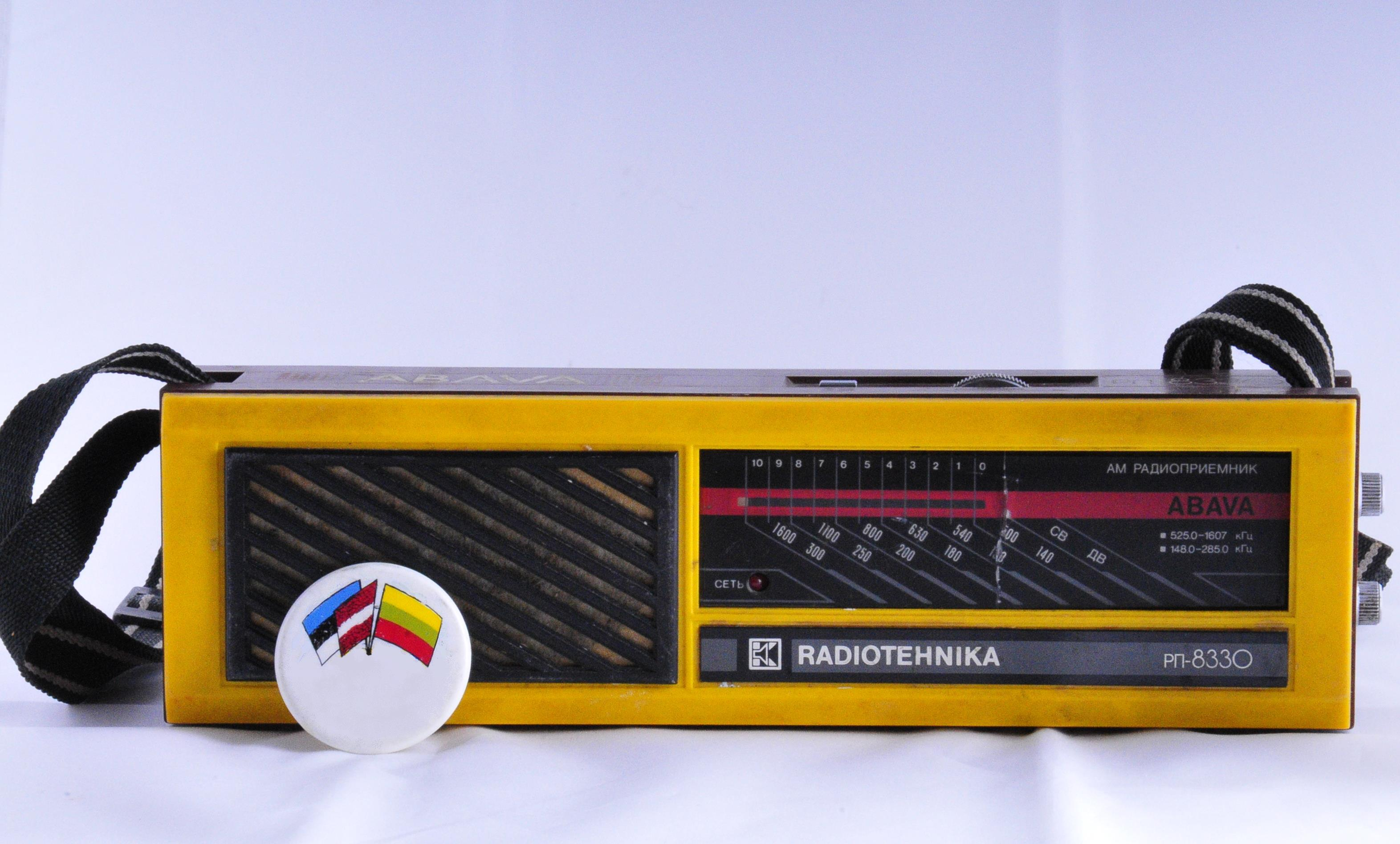
Les participants portaient souvent un badge aux couleurs des trois pays, ainsi qu'une radio afin de suivre l'évolution rapide de la situation.

C’est seulement le 23 août 1988 que le contenu de cet accord a été rendu public. Une année plus tard, le 23 août 1989, un rassemblement massif est organisé par les mouvements nationaux des trois pays baltes : le Front populaire d’Estonie (Rahvarinne), le Front populaire de Lettonie (Tautas fronte) et le Mouvement réformateur de Lituanie (Sąjūdis).
C’est ainsi qu’est née la voie balte qui a suscité beaucoup d’attention à travers le monde. Elle a montré que les trois pays baltes, indépendamment de leur identité nationale propre, pouvaient unir leurs forces pour trouver le chemin de la liberté. L’impressionnante chaîne humaine, associée à la pression internationale grandissante en faveur de la révélation de la vérité historique, a donné une impulsion décisive au rétablissement de l’indépendance nationale de l’Estonie, de la Lettonie et de la Lituanie, encourageant dans le même temps les mouvements démocratiques dans toute l'Union soviétique.
Les mouvements nationalistes en profitent pour réclamer l'indépendance des trois pays qui ont été illégalement annexés à l'URSS (juin 1940) et organisent, le jour de l'anniversaire du pacte, une manifestation pour l'indépendance.

## Après la manifestation
L'occupation des Pays baltes par l'URSS se termine : chacun des trois pays récupère son indépendance en août 1991, à la suite du coup d'État de Moscou du 19 août 1991.

## Musique
Les pays baltes se réveillent est une chanson écrite en 1989 dont les paroles ont accompagné la formation de la Voie balte. Elle est aujourd'hui considérée comme l'hymne des pays baltes même si elle n'a aucune reconnaissance officielle.

## Mémoire
La Voie balte est inscrite au registre Mémoire du monde de l'UNESCO depuis 2009.

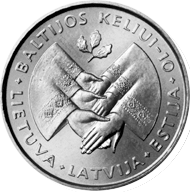
pièce de monnaie lituanienne commémorative frappée en 1999.
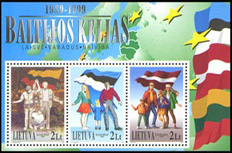
Timbres commémoratifs émis en 1999.
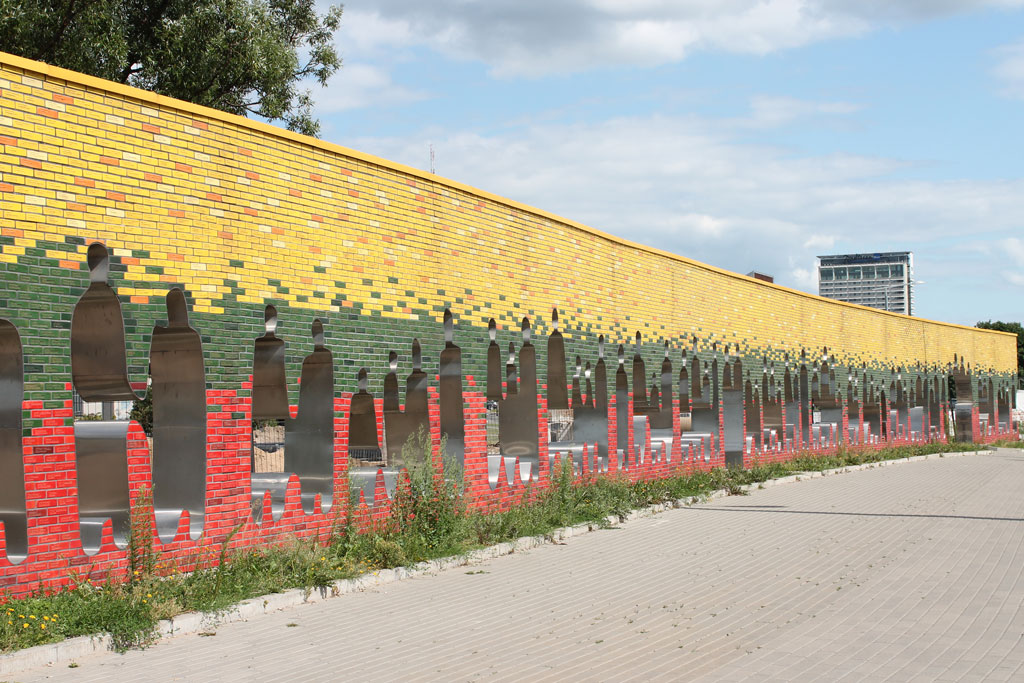
Monument commémoratif.
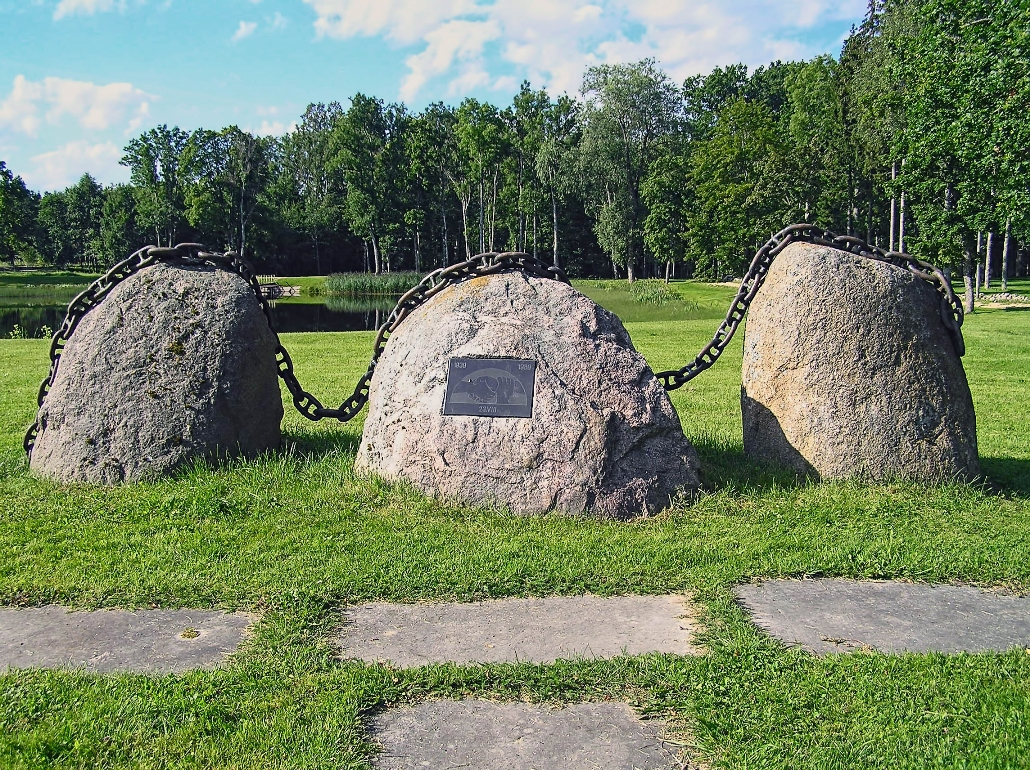
Monument commémoratif.
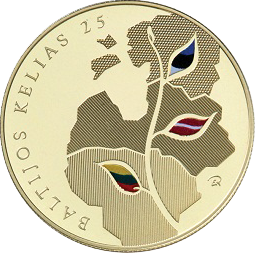
Pièce émise en 2014 pour les 25 ans de la Voie balte.
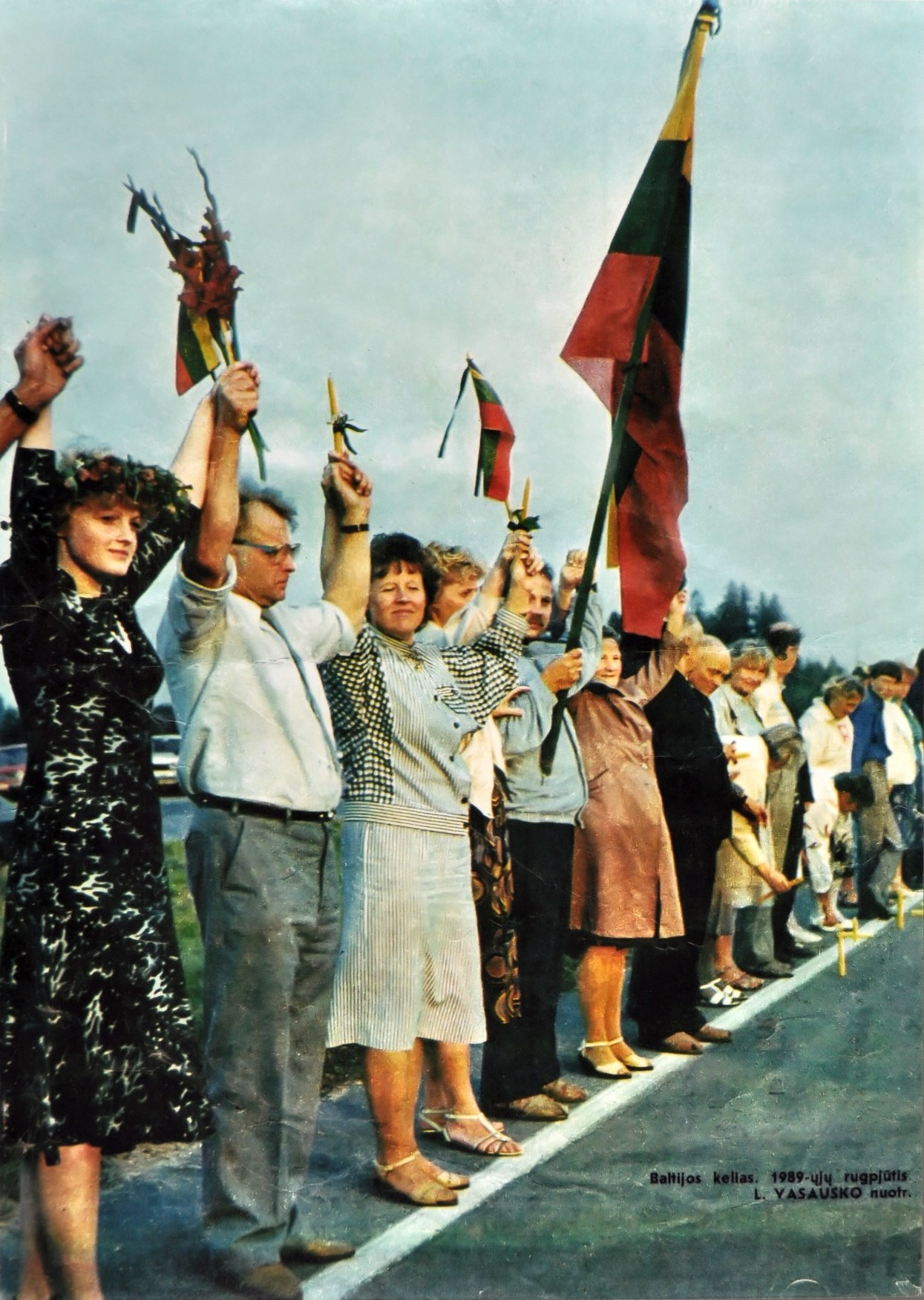
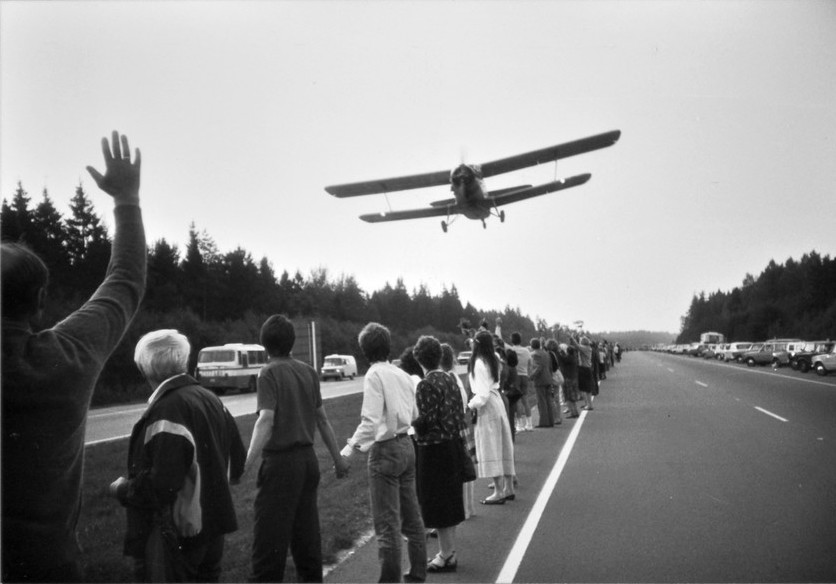
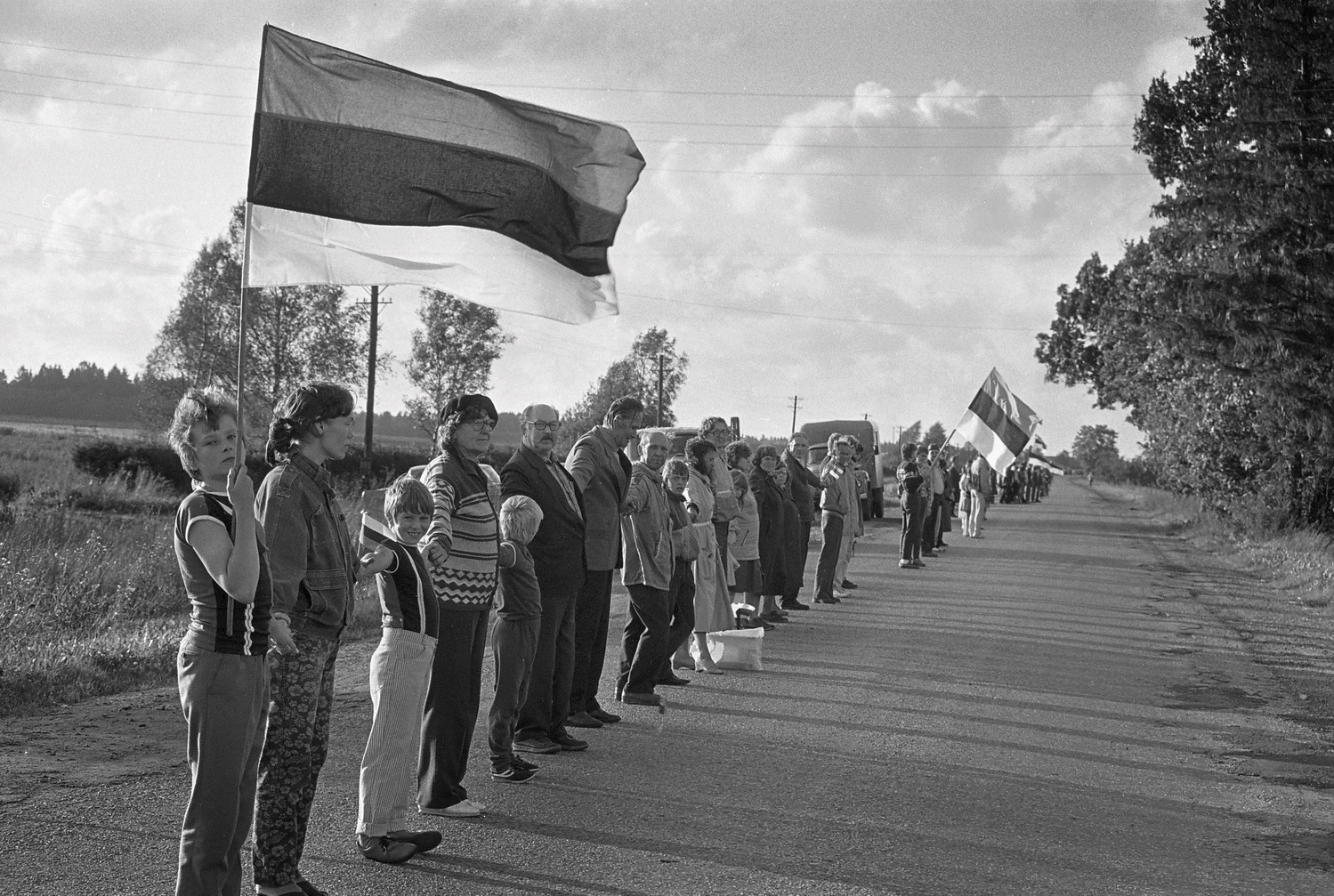
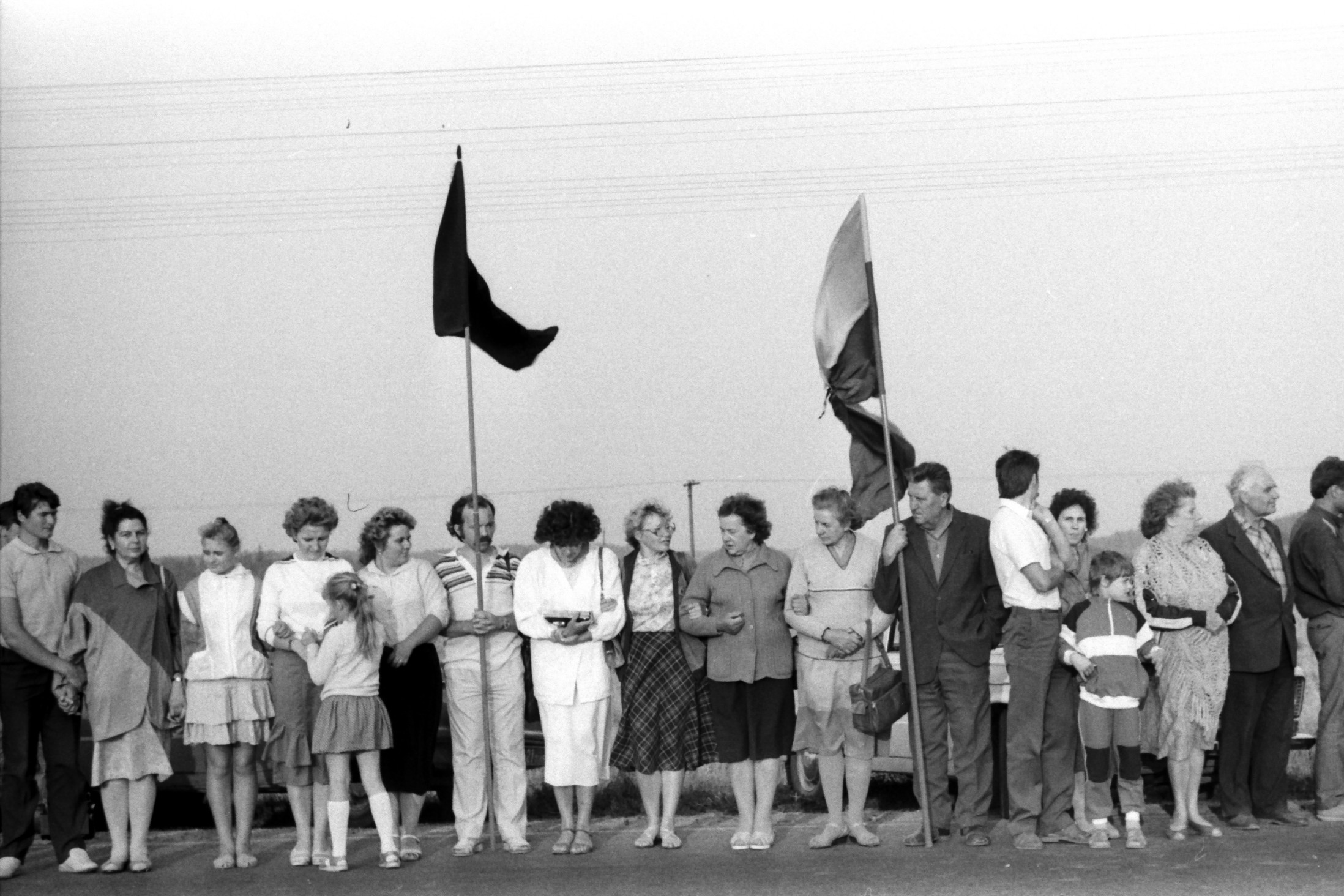